# Средњи прст
Средњи прст или средњак је трећи по реду прст на људској руци. Налази се између кажипрста и домалог прста и најчешће је најдужи.
У многим културама, посебно у Европи, показивање средњег прста се сматра увредом за особу којој је показан. Када је подигнут заједно са кажипрстом и прави латинично слово V, означава победу (енгл. victory).